# روبرت ميلر (لاعب كريكت)
روبرت ميلر (12 نوفمبر 1895 - 10 يوليو 1941 في اليمن)  (بالإنجليزية: Robert Miller)‏ هو لاعب كريكت بريطاني (وحمل سابقاً جنسية المملكة المتحدة لبريطانيا العظمى وأيرلندا).